# 唐々鍋
唐々鍋（からからなべ）とは、辛さが特徴的な名物ホルモン辛鍋。

## 歴史
- 兵庫県姫路市砥堀（とほり）の「唐々鍋の店まるよし本店」（創業者：荒木幹夫）が1974年に発案・開発しメニュー化した。
- その後、口コミだけで人気店になり地元の姫路市では、「カラカラ」や「カラカラナベ」と言うと通用するご当地グルメである。
- 創業以来、メディアからの取材依頼は一貫してNG。

直系の唐々鍋を食べられるのは姫路市砥堀「まるよし本店」と姫路市三左ヱ門「唐々鍋の店三左ヱ門店」と姫路市広畑「焼肉カルビ屋」の3カ所である。

## 特徴
- 1番〜30番まで30段階の辛さがある。（中でも1番～5番までが人気）
- 味は文書では、表現しにくい「まろやかな辛さ」
- お鍋の材料はホルモン・肉だんご・白菜・ワカメ・もやし・豆腐・油あげ・白ネギ。